# Негри, Ада
Ада Негри (итал. Ada Negri; 3 февраля 1870, Лоди, Ломбардия — 11 января 1945, Милан) — итальянская поэтесса и писательница.

## Биография
Родилась в семье крестьянина-батрака в год объединения Италии. Рано потеряла отца. Воспитывала её мать — фабричная работница с шелкопрядильни. Трудовую деятельность начала учительницей школы для детей крестьян и рабочих. После выхода в свет первого сборника стихотворений (1893) заняла место учительницы словесности миланской женской гимназии. Ей была назначена ежегодная пенсия в 2000 лир. Сближается с миланскими социалистами: Этторе Патрици, Филиппо Турати, Бенито Муссолини. Подружилась с Анной Кулишёвой, известной деятельницей социалистического движения, и испытала её влияние, называя её идеальной сестрой. В 1896 году вышла замуж за крупного миланского промышленника Джованни Гарланда. В 1913 году развелась с Гарландой и уехала вместе с дочерью Бианкой в Швейцарию, потом жила на озере Комо, на острове Капри. После замужества дочери Негри жила одиноко и замкнуто, хотя и вела обширную переписку.
Номинировалась на Нобелевскую премию по литературе в 1926 и 1927 гг. В 1931 году Аде Негри вручили главную литературную премию Италии, имени Муссолини. Негри — первая женщина, вошедшая в состав Итальянской Академии (1940). Потрясенная мировой дисгармонией, отказывалась публиковать завершающий том её стихов до конца Второй мировой войны.
Умерла зимой 1945 года. В 1976 годе её прах был перезахоронен в древней церкви Сан-Франческо в Лоди.

## Творчество
Представительница веризма в итальянской литературе. Близость к жизни простого народа определила содержание творчества Негри в начальный его период. Ада Негри ярко отразила социальные контрасты, её пафос — сочувствие простым труженикам, соучастие в их бедах и невзгодах. В 1893 году вышел первый сборник Ады Негри «Рок» («Fatalità»). Это первый поэтический сборник с рабочей тематикой, резко выделившей поэтессу в литературе Италии. Последовавший за ним второй сборник «Буря» («Tempeste», 1896) тематически связанный с первым («Пожар в шахте», «Безработный», «Рабочий» и др.) принес поэтессе широкое мировое признание, в том числе в Российской империи. Переводы на русский и украинский язык в начале XX века — переводчиков (И. Анненского, В. Шулятикова, В. Богораза, Леси Украинки, Павла Грабовского).
Дальнейшая литературная деятельность поэтессы уводит её от тематики первых сборников. В сборнике Негри «Материнство» (Maternità, 1904) наряду с мотивами о матери-работнице и беспризорности её детей находят отражение семейные заботы и невзгоды самой Негри. Личные печали и сожаления ярко выражены в четвёртом сборнике Негри «Из глубин» (Dal profondo, 1910).
В начале XX века пользовалась большой популярностью на родине, в Германии, Франции и России. Но её сборник «Изгнание» (Esilio, 1914) остался уже почти незамеченным.
После Первой мировой войны появился ряд книг прозы Ады Негри: «Одинокие» (Le solitarie, 1917), «Проповеди» (Orazioni, 1918), автобиографический роман «Утренняя звезда» (Stella mattutina, 1923), «Вечерние песни» (Vespertina, 1931). Серию стихов поэтесса посвятила острову Капри, в книге «Песни острова» (I canti dell’isola, 1924). Поэтессой владеют религиозные настроения, чувство одиночества. Поэзия последних лет проникнута пессимизмом и эсхатологическими переживаниями.

## Признание
В честь поэтессы взяла себе сценическое имя польская актриса, звезда и секс-символ эпохи немого кино Пола Негри (настоящие имя и фамилия Барбара Аполония Халупец).

## Избранная библиография
- «Рок» (Fatalità, 1893)
- «Буря» (Tempeste, 1896)
- «Материнство» (Maternità, 1904)
- «Из глубин» (Dal profondo, 1910)
- «Изгнание» (Esilio, 1914)
- Il libro di Mara (1919)
- I canti dell’isola (1925)
- Vespertina (1930)
- Il dono (1936)
- Fons amoris (1946)
- «Одинокие» (Le solitarie, 1917)
- «Проповеди» (Orazioni, 1918)
- «Утренняя звезда» (Stella mattutina, 1923)
- Finestre alte (1923)
- Le strade (1926)
- Sorelle (1929)
- Di giorno in giorno (1932)
- Erba sul sagrato (1939)
- Oltre (1947)
- Негри Ада. Стихотворения. Пер. с итальянского Шулятикова В. М. С портретом Ады Негри и предисловием переводчика Выпуск I Издание П. С. Когана Москва Типо-литография А. В. Васильева. Петровка, д. Обидиной 1900
- Негри Ада. Стихотворенія. — Переводъ съ итальянскаго Владимира Шулятикова. Предисловіе В. М. Фриче — Всеукраинское Издательство Ц. И. К. Сов. Украины. 1919. — 46 с.